# Amore bello/W l'Inghilterra
Amore bello/W l'Inghilterra è il settimo singolo a 45 giri di Claudio Baglioni, pubblicato in Italia dall'RCA Italiana nel maggio 1973.

## Il disco
La copertina raffigura Baglioni sopra un'automobile, in uno scatto presente anche nella copertina dell'album.

## Tracce
1. Amore bello – 5:48 (Antonio Coggio, Claudio Baglioni)
2. W l'Inghilterra – 3:34 (Antonio Coggio, Claudio Baglioni)

Durata totale: 9:22

## Accoglienza
Il singolo entrò in classifica il 4 agosto 1973 alla decima posizione dei singoli più venduti in Italia, diverse settimane dopo rispetto alla pubblicazione del singolo nei negozi. Il disco rimarrà in top ten per circa venti settimane, fino a dicembre, non riuscendo però ad andare oltre la quinta posizione, senza - dunque - bissare il successo di "Questo piccolo grande amore" (1972), che invece era rimasto ai vertici della hit-parade per molte settimane. Tuttavia il singolo risultò essere il 14° più venduto dell'anno.

## I musicisti
- Claudio Baglioni - voce, pianoforte
- Toto Torquati - tastiera
- Massimo Buzzi - batteria
- Giuliano Guerrini - basso
- Luciano Ciccaglioni, Maurizio De Angelis - chitarre
- Arrangiamenti - Tony Mimms

## Brani
I due brani sono scritti da Baglioni e Antonio Coggio per la musica e dal solo Baglioni per i testi; sono editi dalle edizioni musicali RCA ed entrambi sono contenuti nell'album Gira che ti rigira amore bello.
Amore bello
Il brano racconta l'ultima serata per due amanti, prima della partenza di lei. Fra sentimenti dissimulati ("che vuoi che sia, se tu devi, vai") e disperati appelli ("domani via, per favore no"), la coppia si congeda con un ultimo ballo lento, chiara allusione all'atto sessuale.
Rispetto alle precedenti incisioni, Amore bello si presenta come un lavoro più maturo, con un arrangiamento più "ampio" e sofisticato, con il pianoforte suonato dallo stesso Baglioni e una sezione d'archi.
Nel corso degli anni, la canzone è stata oggetto di diverse cover come quella registrata da Fiorella Mannoia nel 1984. Nel 1995 è stata eseguita all'interno della trasmissione televisiva Non è la RAI dalla cantante Letizia Mongelli e interpretata sul palco da Alessia Merz, successivamente inserita nella compilation Non è la Rai gran finale. Nel 2006 Baglioni ha interpretato dal vivo il brano con Amedeo Minghi, mentre nel 2008 ne ha registrato una versione insieme a Mango. La canzone è stata interpretata anche da Marco Carta nella puntata finale del 16 aprile 2008 del talent show Amici di Maria De Filippi, che ha visto vincitore lo stesso Carta.
La canzone prende spunto da alcune canzoni pubblicate precedentemente del cantautore Elton John, come Your Song del 1970 e Mona Lisas and Mad Hatters del 1972.
W l'Inghilterra
Canzone con una musica orecchiabile, racconta dell'incontro del protagonista dell'album con un'autostoppista inglese; il giovane tenta un timido approccio, ma quando le mette le mani addosso, lei si infastidisce e scende dal veicolo. Lui incassa, ma fa la gnorri: gli resta la passione per il Regno Unito, patria della musica beat tanto in voga, e di belle ragazze che lui si illudeva fossero tutte disponibili. Nel testo viene citata la canzone dei Beatles Let It Be.

## Classifiche
| Posizione | 10 | 10 | - | 9 | 9 | 9 | 8 | 9 | 9 | 8 | 7 | 6 | 6 | 6 | 6 | 5 | 8 | 9 | 9 | - |